# داب‌ترونیکا
داب‌ترونیکا (به انگلیسی: Dubtronica) یک موسیقی رقص الکترونیک تحت تأثیر موسیقی داب است. نمونه‌های اولیهٔ این سبک، شامل قطعات داب تجربی انگلیسی از شرکت آن-یو ساند ریکوردز و هنرمندی با نام مد پروفسور می‌شود. این سبک همچنین با نام‌های مختصر «داب» یا «تک‌داب» نیز شناخته می‌شود.
این سبک دارای سرعت پایین‌تر نسبت به موسیقی تکنو بوده و عموماً دارای فضای گرم‌تری نسبت به موسیقی الکترونیکای متمایل به موسیقی رقص است.

## سبک‌های مرتبط
- داب
- داب تکنو
- تکنو
- داب‌استپ
- الکترونیکا
- تریپ هاپ
- رگی
- هیپ هاپ
- گلیچ
- امبینت